# Qi (concept)
Qi (ook wel ch'i, chi, ki of gi) is een fundamenteel concept uit de Chinese cultuur, doorgaans gedefinieerd als adem, levenskracht, vitale energie of spirituele energie dat deel uitmaakt van alles wat bestaat. Verwijzingen naar qi of soortgelijke filosofische concepten als een soort van metafysische energie die levende wezens in stand houdt, vormen onderdeel van veel religies, vooral in Azië.
Etymologisch gezien bestaat het ideogram 氣 voor qi uit de karakters voor stoom (气), oprijzend uit rijst (米) bij het koken.

## Filosofische concepten
Filosofische concepten die met qi te maken hebben dateren van de vroegste opgetekende geschiedenis van het Chinese denken. Een van de belangrijke vroege personen in de Chinese mythologie is de Gele Keizer (Huang Di). Hij wordt beschouwd als een cultuurheld die veel van wat later de traditionele Chinese geneeskunde werd, zou hebben verzameld en op schrift hebben gesteld. Hoewel het qi concept in alle Chinese filosofieën zeer belangrijk is geweest, is hun beschrijving van qi uiteenlopend en zelfs tegenstrijdig.
Een belangrijk verschil draaide om de vraag, of qi bestaat als een kracht die onafhankelijk is van materie, of qi uit materie voortkomt, of omgekeerd, of materie uit qi voortkomt. Sommige boeddhisten en taoïsten neigden eerder naar de eerste visie, waarbij vooral Boeddhisten eerder materie als een illusie beschouwden.
Daarentegen bekritiseerden neo-confucianisten het idee dat qi onafhankelijk van materie zou bestaan. Zij gingen ervan uit dat qi uit de eigenschappen van materie voortkomt. De meeste theorieën over qi als een metafoor voor de fundamentele natuurkundige eigenschappen van het universum die tegenwoordig bij ons bekend zijn, zijn de laatste duizend jaar gesystematiseerd en verspreid door de neo-confucianisten. Kennis van deze theorieën werd uiteindelijk een vereiste voor Chinese dynastieën voor het slagen voor de examens voor overheidsfuncties.

## Opvatting in de traditionele Chinese geneeskunde
Volgens de theorie van de traditionele Chinese geneeskunde zijn er natuurlijke patronen van qi die geassocieerd zijn met het lichaam. Qi circuleert in kanalen die meridianen worden genoemd. Symptomen van diverse ziekten worden gezien als een verstoring of ongebalanceerde beweging van qi door deze meridianen, of het uit balans zijn van qi in de diverse Zang Fu organen. In de traditionele Chinese geneeskunst probeert men deze verstoringen tegen te gaan door de stroom van qi door het lichaam aan te passen. Hierbij wordt gebruikgemaakt van diverse therapeutische technieken. Voorbeelden van dergelijke technieken zijn Reiki, Qigong, maar ook fytotherapie en diëten. In de acupunctuur worden dunne metalen naalden gebruikt die in de huid worden aangebracht om qi om te leiden of in balans te brengen.

## Qi en vechtsporten
Traditionele Aziatische zelfverdedigingskunsten en vechtsporten behandelen qi ook. Bijvoorbeeld, interne systemen pogen qi te cultiveren en te leiden gedurende het gevecht, alsmede om de gezondheid te bevorderen. Vele andere kunsten kennen een of ander concept van qi in hun filosofieën. Qi is ook duidelijk te herkennen in namen als Qigong, ki-ko (Japan), Reiki, Aikido.

## Metafoor voor biologische processen
De aard van qi is zeer controversieel en de oude controverse binnen de Chinese filosofie ten aanzien hiervan bestaat nog altijd. Volgens sommigen is qi puur een metafoor voor biologische processen die overeenkomen met het westerse concept van de ziel. Om de effecten ervan te verklaren is het niet nodig een nieuwe vorm van biologie of nieuwe fysica te veronderstellen. Volgens anderen is er wel sprake van een nieuw soort biologie of fysica wat betreft qi. Sinds het midden van de negentiende eeuw zijn er pogingen gedaan om qi direct te verbinden met bepaalde wetenschappelijke verschijnselen. De filosoof Kang Youwei geloofde dat qi synoniem was aan het later verlaten concept van de ether. Tot dusver beschouwt de wetenschap beweringen dat qi een onafhankelijke kracht zou zijn als niet overtuigend. Beweringen dat de controle van qi iemand in staat zou stellen om normale fysieke en biologische processen te overstijgen worden in de wetenschappelijke wereld beschouwd als pseudo-wetenschap.
Ideeën over qi als een esoterische kracht zijn nadrukkelijker aanwezig in de Westerse wereld, waar het soms wordt geassocieerd met de spiritualiteit van New Age. Deze ideeën spelen een minder belangrijke rol in China. Hoewel daar de traditionele Chinese geneeskunst vaak wordt toegepast en als effectief wordt beschouwd, worden de esoterische noties van qi tegenstrijdig geacht met het dialectisch materialisme van het marxisme.

## Boeddhisme
Het boeddhisme kijkt geheel anders naar het concept qi. Gautama Boeddha bereikte zijn verlichting door in te zien dat er geen ego (ik) bestaat. Volgens hem is er geen individuele identiteit en is er alleen maar prana. Volgens zijn visie (dharma) is alles een manifestatie van prana en is prana de samenhang tussen alles. Prana is de gebonden energie daar waar qi de vrije energie is. Qi is aanwezig in lucht en ether en als chi gebonden wordt, benoemde hij het als prana. Zolang de mens geloof hecht aan een individuele ik zal chi gebonden zijn en dus prana blijven, aldus zijn dharma. Inzicht krijgen dat het ik niet bestaat, zal de prana weer terugveranderen in chi, wat de uiteindelijke verlichting inhoudt.
Prana is volgens het boeddhisme datgene wat de mens werkelijk is. Het hindoeïsme gaat uit van meerdere energiestromingen, voor het boeddhisme is elke andere energiestroming een transformatie van prana. Naropa was de eerste die dit helemaal uitwerkte en beschreef dat prana kan transformeren in warmte (tummo), kracht, inzicht of helende energie.

## Wetenschappelijk bewijs
De consensus onder wetenschappers is dat de resultaten die beoefenaars van zelfverdedigingskunsten en patiënten van traditionele Chinese geneeskunde beweren te behalen op basis van gebruik van qi, kunnen worden verklaard zonder de veronderstelling van het bestaan van esoterische processen. Er zijn geen overtuigende resultaten van dubbelblinde onderzoeken van de werkzaamheid van traditionele Chinese geneeskunst die gebaseerd zijn op qi. Er is geen wetenschappelijk bewijs voor het bestaan van qi of voor het nut van het gebruik van qi als metafoor. Sommige tegenstanders zeggen dat qi enkel een vorm van vitalisme is, een theorie die grotendeels is verlaten aan het begin van de 19e eeuw.

## Trivia
In tai chi staat chi voor 極. Dit is een ander Chinees karakter, met een andere betekenis dan 氣, het karakter voor qi. Onder invloed van de romanisatie volgens Wade-Giles wordt qi vaak weergegeven als chi. Dit leidt nogal eens tot verwarring. De moderne schrijfwijze van tai chi is tài jí waarbij direct duidelijk is dat het hier niet om qì 氣 gaat maar om jí 極 wat extreem, ultiem betekent.